# Факторович Олександр Йосипович
Олександр Йосипович Факторович  (псевдонім — Бронєвой Олександр) (30 травня 1898 року — 1940) — один із керівників ЧК-ГПУ-НКВС в УРСР. Стрийко актора Леоніда Бронєвого.

## Біографія
Народився 30 травня 1898 року в Одесі в родині кондитера, єврей. У 1906—1911 навчався у Першому одеському казенному училищі, випущений після третього класу через бідність. З вересня 1910 по серпень 1914 року — учень слюсаря, слюсар на металомеханічному заводі інженерів Богача і Варшавського в Одесі. У серпні 1914 — вересні 1916 року — слюсар, токар на заводі братів Таркополь в Одесі. З вересня 1916 по грудень 1917 року — токар Першого військовотоварного товариства в Одесі.
Член РСДРП(б) з березня 1917 року.
З серпня 1917 року служив у робітничій міліції Одеси. У січні — березні 1918 року — командир сотні Червоної гвардії в Одесі. На початку 1918 року — червоногвардієць, поранений під Херсоном. З березня по грудень 1918 року працював у підпільній ЧК в Одесі. З січня 1919 року — в Одеській губернській ЧК (заступник начальника внутрішнього спостереження, інспектор та начальник агентури). З серпня 1919 по лютий 1920 року — начальник полкової кінної розвідки 45-ї стрілецької дивізії та ар'єргарду Південної групи РСЧА, контужений під Жмеринкою.
З лютого по квітень 1920 року — член колегії, уповноважений по боротьбі зі спекуляцією Волинської губернської ЧК. У квітні — серпні 1920 року — інспектор для особливих доручень Катеринославської губернської ЧК. З серпня 1920 по квітень 1921 року — член колегії, уповноважений 4-ї групи, заступник начальника секретно-оперативного відділу Волинської губернської ЧК. З березня по квітень 1921 року — завідувач економічного відділу Волинської губернської ЧК. У квітні — жовтні 1921 року — голова Старокостянтинівської повітової ЧК.
У жовтні 1921 — жовтні 1922 року — заступник голови виконавчого комітету Овруцької повітової ради — завідувач відділу управління Овруцького повіту. З квітня по жовтень 1922 року — заступник голови політвиконкому, відповідальний секретар Овруцького повітового партійного комітету КП(б)У.
У жовтні 1922 — березні 1923 року — голова виконавчого комітету Коростенської повітової ради. У березні — серпні 1923 року — голова виконавчого комітету Коростенської окружної ради.
У березні 1923 — січні 1924 року — завідувач відділу управління Волинської губернії. У січні — серпні 1924 року — завідувач адміністративного відділу виконавчого комітету Волинської губернської ради.
У серпні 1924 — квітні 1927 року — заступник начальника інспекції Народного комісаріату Робітничо-селянської інспекції (РСІ) УСРР, секретар партійного комітету ЦКК КП(б)У (з 1926). У 1925 році закінчив Вищі курси при ЦК ВКП(б) у Москві.
З 16 квітня 1927 по 18 квітня 1931 року — начальник 2-го відділу Економічного управління (ЕКУ) ДПУ УСРР. З 18 квітня 1931 по 27 травня 1933 року — заступник начальника ЕКУ ДПУ УСРР.
З 27 травня по 20 серпня 1933 року — перший заступник начальника Харківського обласного відділу ГПУ.
З 20 серпня 1933 по 10 липня 1934 року — начальник відділу кадрів ГПУ УСРР. З 20 серпня 1934 по 1935 рік — начальник Транспортного відділу УДБ НКВС УСРР. Звільнений із НКВС у січні 1935 року, до 9 березня 1936 року перебував у розпорядженні ЦК КП(б)У.
З 9 березня 1936 по 19 червня 1937 року — заступник народного комісара охорони здоров'я УРСР. 29 вересня 1937 року за махінації з квартирою засуджений на рік виправних робіт за місцем роботи.
Заарештований 22 квітня 1938 року. Засуджений 29 жовтня 1939 року на 5 років таборів. Помер у таборі в 1940 році.
Нагороджений орденом Трудового Червоного Прапора УРСР (20 грудня 1932 року), Знаком почесного працівника ВЧК — ГПУ (1930), маузером (1927).